# Asjchabads olympiastadion
Asjchabads olympiastadion (turkmeniska: Saparmyrat Türkmenbaşy adyndaky Olimpiýa Stadiony, Sapamyrat Türkmenbasjy adyndaky Olimpija Stadiony) är en arena i Turkmenistans huvudstad Asjchabad. Den används i huvudsak för fotbollsmatcher och är hemmaplan åt Ýokary Liga-klubben FK Aşgabat samt för Turkmenistans herrlandslag i fotboll. Den har även använts för konserter av turkmeniska sångare som Maral Ibragimova. 
Stadion har en kapacitet för 35 000 åskådare och byggdes mellan år 1999 och 2001. Trots arenans namn, Olympiastadion, har den aldrig använts till några olympiska spel eller varit en del av något bud till ett olympiskt spel.
Kring olympiastadion byggs även andra olympiska komplex, som en arena för inomhusfriidrott, ett vattensportscenter och ett center för tennis.